# Стилус
Стѝлусът, също стило̀, е писец (пръчка) от тръстика, по-късно и от други материали (кост, метал), с помощта на който клинописите се издрасквали („пишели“) върху плочки от влажна глина. Стилусът е дълъг около 20 cm и има един остър край. Другият му край бил удебелен и закръглен, за да се поправя написаното. Нанесените символи имат формата на вертикални, хоризонтални и коси клинчета. Оттук идва и съвременното наименование „клинопис“. Стилусът е използван от началото на 3000 пр.н.е. в Месопотамия, където като писмен материал започва да се използва глината (тя там се е срещала навсякъде в големи количества).
Стилусът широко се използвал в античността, както и в Средните векове. Заостреният край на стилуса се използвал за нанасяне (надраскване) на текста по восъчни плочки (дъсчици или плочки от друг материал, покрити с тънък слой восък).
От „стилуса“, чието име (в значението „писец“) започва да се употребява и като обозначение на „начина на писане“, се получава съвременната дума „стил“ („литературен стил“, „художествен стил“ и т.н.).

## Смартфони и компютри
Съвременните електронни устройства, като напр. някои телефони, често може да се използват с помощта на съвременни стилуси, за да може точно да се избира от менютата, да се изпращат съобщения и т.н.
Днес терминът „стилус“ често се отнася към инструмента за въвеждане, който се използва при някои устройства със сензорен екран, такива като таблети, за точно ориентиране в елементите от интерфейса, изпращане на съобщения и т.н. Това също предотвратява замърсяването на екрана с мазнините от пръстите. Стилусите също могат да се използват за ръчно въвеждане на текст или за рисуване (с графични таблети).
Някои модели телефони имат вграден стилус, който се побира под задния капак. Някои стилуси могат да се разтягат и свиват, като се побират в малки, подобни на писалки цилиндри.
Стилусите биват пасивни и активни.
Пасивният (или капацитивен) стилус е стилус, който действа подобно на пръст при допир до екрана на устройството. Между пасивния стилус и устройството няма електронна връзка. Устройството не може да различи пръст от пасивен стилус.
Активният стилус включва в себе си електронни компоненти, които комуникират със сензорния контролер на устройството. Активни стилуси обикновено се използват за водене на записки, рисуване и анотации в електронни документи.
Стилусите са заострени или закръглени в единия край и са направени така, че да лежат удобно в ръката.
Тъй като много съвременни таблети използват разпознаване на няколко допира (т. нар. мулти-тъч), някои производители на стилуси и приложения създават в своите продукти технологии, с които се пренебрегва допира на дланта, без да се пречи на работата със стилуса.